# Skinner-box

Schematische weergave van een Skinner-box

Een operante kamer of Skinner-box is een instrument waarmee de verandering van diergedrag door klassieke en operante conditionering kan worden onderzocht. Burrhus Skinner onderzocht operante conditionering met behulp van dit door hem ontworpen instrument.
Een vroege kritiek op de operante kamer, was die van Harry Harlow in zijn artikel Mice, monkeys, men, and motives in Psychological Review in 1953. Harlow zag de Skinner-box als goede methode om het effect van voedselbeloningen te testen, maar niet om complex gedrag te bestuderen. Zijn kritiek betrof het hongermodel, waarbij dieren voedsel wordt onthouden zodat ze goed reageren op het voedsel dat tijdens de experimenten als stimulus wordt aangeboden. Freud zag honger, dorst en seks als de primaire driften. Ook het behaviorisme ging uit van primaire driften en afgeleide driften als angst. Harlow stelde dat dieren vooral leren door hun nieuwsgierigheid en onderzoek. Door de fixatie op de hongerdrift bij het gebruik van de Skinner-box is de kans groot dat deze twee elementen nooit onderzocht worden:
Ik zal niets ten nadele zeggen van de rat als object voor psychologisch onderzoek; er is weinig mis met de rat dat niet kan worden verholpen door een goede opleiding van de onderzoekers. Harlow (1953)

## Algemeen
Het betreft een eenvoudig kistje waarin zich een dier zoals een rat of een duif bevindt. Het dier wordt automatisch beloond met een stukje voedsel wanneer het specifiek gedrag vertoont, zoals het pikken op een druksleutel of het duwen op een metalen hendeltje. De druksleutel of het hendeltje zijn verbonden met een zogenaamde 'cumulative recorder' een horizontale rol papier waarop een schrijver de frequentie van de responsen (het aantal responsen per tijdseenheid) grafisch-visueel vastlegt. De 'cumulative recorder' betekende een vernieuwing in psychologisch experimenteel onderzoek omdat die het mogelijk maakte om het gedrag van een enkel organisme systematisch over langere tijd te bestuderen. Voordat de cumulative recorder zijn intrede deed werd in experimenteel onderzoek voornamelijk het gedrag van groepen organismen met behulp van statistische methoden met elkaar vergeleken, hetgeen vooral statische informatie opleverde.
Skinner formuleerde zijn bevindingen in termen van conditionering. Als het dier een tijdje geen voedsel heeft gehad en in een Skinner-box wordt geplaatst vertoont het allerlei activiteiten. Plots zal het dier min of meer per toeval op de hefboom drukken, zodat er voedsel komt aanrollen. Een aantal uren later zal het dier nogmaals in de Skinner-box geplaatst worden. Het dier zal dan weer op de hefboom drukken en zo zal geleidelijk de frequentie van de drukresponsen toenemen. De gemiddelde frequentie van de reacties zal dus toenemen per tijdseenheid. Er is dus sprake van reïnforcement of bekrachtiging (versterking). 
Dit kan positief of negatief zijn, in de experimenten van B.F. Skinner is er vrijwel altijd sprake van positieve bekrachtiging. Shaping is een aanduiding van een procedure waarmee in de Skinner-box het gewenste doelgedrag in kleine stapjes wordt opgebouwd, door successief eerst gedrag te belonen dat lijkt op het gewenste eindgedrag, en daarna steeds specifiekere eisen te stellen. Sommige dieren zijn makkelijker te conditioneren, omdat zij van nature veel bewegen en het gewenste eindgedrag al in hun spontane repertoire hebben. Zo zullen duiven de neiging hebben naar alles te pikken en hebben wasbeertjes de neiging alles te onderzoeken en te betasten. Men spreekt dan van een hoog operant niveau.

## Een bijgelovige duif?
Een van Skinners experimenten toonde een merkwaardig gedrag aan van zijn favoriete proefdier, de duif. Hierbij was het mechanisme dat voedsel in de onderzoeksdoos toediende zodanig geprogrammeerd dat met regelmatige tussenpozen voedsel werd gegeven, maar zonder rekening te houden met het gedrag van de duiven. De duiven bleken daarbij soms toevallig gedrag dat zij voor het toedienen van voedsel vertoonden, ook daarna te herhalen zoals ronddraaien, heen en weer zwaaien met de kop of pikken naar de hoek van kooi etc. Skinner suggereerde dat het was alsof de duiven hun gedrag associeerden met het verkrijgen van voedsel, en daarmee ook de kans op verkrijgen van voedsel konden beïnvloeden. De experimenten leken een demonstratie van een vorm van bijgelovig of ritueel gedrag zoals dat ook bij mensen, bijvoorbeeld bij sportlieden voor of tijdens een wedstrijd voorkomt.

## Opmerking
Skinner ging uit van de continuïteitshypothese: hij ging uit van de hypothese dat er een continuïteit bestaat in het gedrag van gewervelde organismen. Vanuit deze continuïteitshypothese was zijn keuze voor dieren bij het doen van onderzoek vooral pragmatisch: het is makkelijker gedragsprincipes te ontdekken en te onderzoeken bij relatief eenvoudige organismen als ratten en duiven waarbij hij ook nog een zekere controle had over de leergeschiedenis, dan bij een uiterst ingewikkeld organisme als de mens. In dit opzicht ging Skinner uit van een 'bottom-up-benadering'. De brede en succesvolle toepassing van de leerprincipes die Skinner bij onderzoek met dieren heeft ontdekt, onder andere in de gedragstherapie en het onderwijs, wijst erop dat hij wat betreft de continuïteitshypothese uiteindelijk gelijk heeft gekregen.

## Trivia
Skinner was betrokken bij Project Duif gedurende en kort na de Tweede Wereldoorlog. Hierbij zouden met Skinners conditioneringstechniek getrainde duiven een onbemand vliegend projectiel naar het doel geleiden.

## Gerelateerde onderwerpen
- Conditionering
- Operante conditionering
- Behaviorisme
- Psychologie